# Wappen von Frankfurt (Schiff, 1995)
Die Wappen von Frankfurt ist ein 1995 gebautes Binnenfahrgastschiff, das zuerst die Frankfurter Wikinger-Linie, seit 1998 die ebenfalls in Frankfurt ansässige Primus-Linie für Ausflugsfahrten auf Main, Rhein und Neckar einsetzt.

## Geschichte

### Einsatz bei der Wikinger-Linie (1995–1998)
Als Ersatz für die 1976 gebaute und zu klein gewordene Wikinger II bestellte der Reeder der damaligen Wikinger-Linie, Adolf-Ulfried Nauheimer, bei der Lux-Werft in Mondorf ein größeres Schiff, das dort unter der Baunummer 136 im Jahr 1995 gebaut und ausgeliefert wurde.
Zum Einsatz kam das neue Schiff im Linienverkehr von Frankfurt zum Rhein bis nach Rüdesheim und auf dem Main bis Seligenstadt oder weiter nach Aschaffenburg. Dazu kamen Charter- und Ausflugsfahrten – auf dem Rhein bis Koblenz, auf dem Main bis Miltenberg und auf dem Neckar bis Heidelberg.
Da Adolf-Ulfrid Nauheimer keinen Nachfolger hatte, verkaufte er im Juli 1998 aus Altersgründen die Wikinger-Linie an die Primus-Linie, die seinem Großcousin Anton Nauheimer gehört. Zusammen mit der Reederei übernahm die Primus-Linie neben der Wikinger auch die Wappen von Frankfurt.

### Einsatz bei der Primus-Linie (seit 1998)
Auch bei der Primus-Linie blieb der Einsatz des Schiffes wie zuvor bei der Wikinger-Linie gleich: Je nach Wetter und Passagieraufkommen nutzt die Reederei das Schiff für kleine und große Rundfahrten in Frankfurt, für Linienfahrten und Tagesausflüge auf Rhein, Main und Neckar. Zudem kann das Schiff auch gechartert werden. Wie die Wikinger bringt die Wappen von Frankfurt dann auch schon einmal Frankfurter Fußballfans zum Regionalderby mit dem Schiff nach Mainz und wieder zurück.
Im Laufe der Zeit erneuerte die Primus-Linie das Schiff wiederholt: Zunächst wurden die Motoren des Schiffes ausgetauscht, in der Winterpause 2017/2018 folgte ein größerer Werftaufenthalt. Dabei wurden die Generatoren erneuert, das Schiff hat eine neue Klimaanlage und Innenraumgestaltung sowie WLAN erhalten.

## Das Schiff
Das Schiff ist 44,80 Meter lang und 10,50 Meter breit. Der Tiefgang beträgt 1,30 Meter. Angetrieben wird die Wikinger von zwei Fiat-Dieselmotoren mit jeweils 300 PS. Das Schiff ist für 500 Fahrgäste zugelassen, davon können sich 350 in den Salons aufhalten.